# Krebsówka

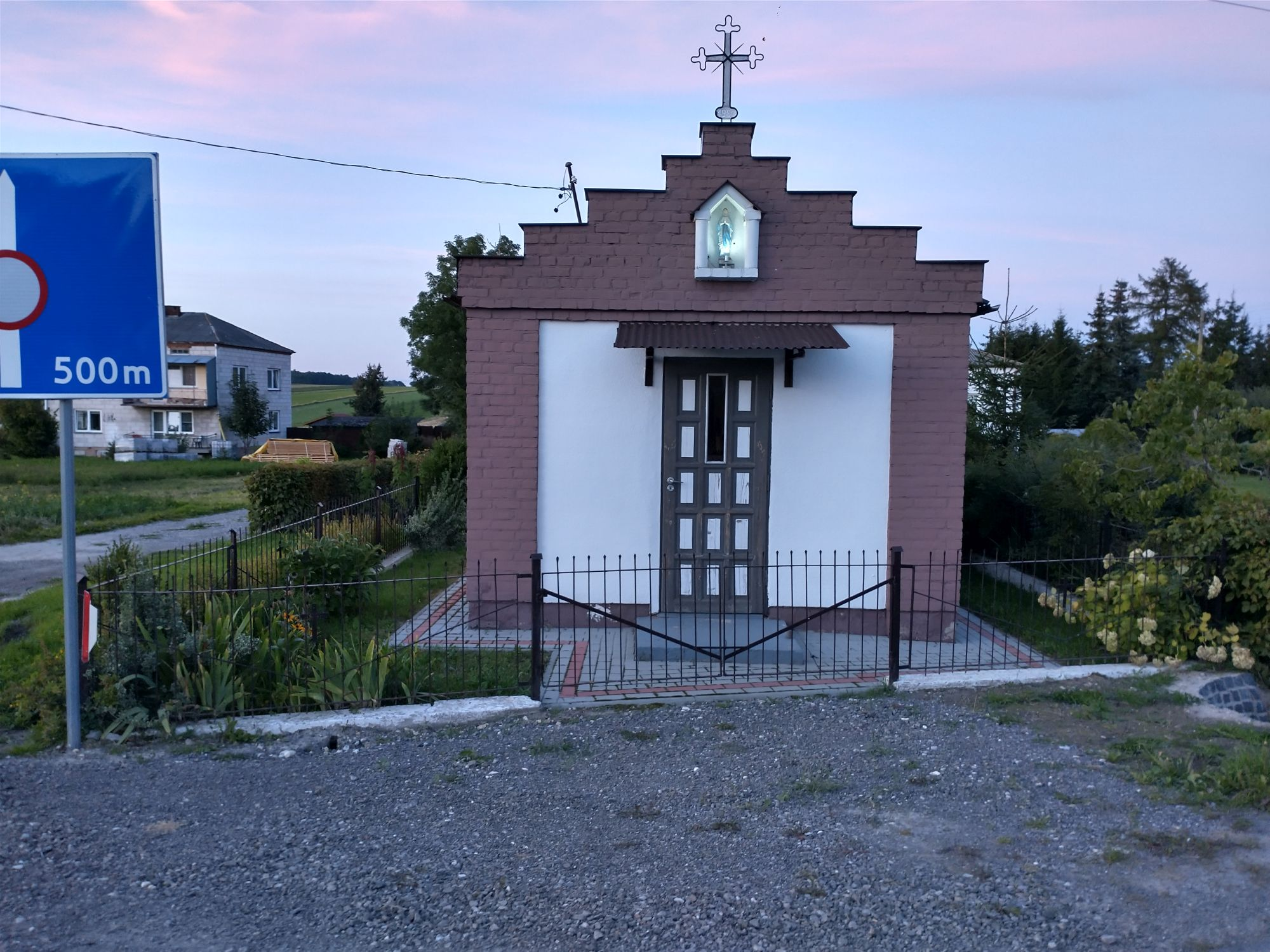
Przydrożna kapliczka w miejscowości Krebsówka

Krebsówka – wieś w Polsce położona w województwie lubelskim, w powiecie lubelskim, w gminie Niedrzwica Duża.
W latach 1975–1998 miejscowość należała administracyjnie do województwa lubelskiego. Przez miejscowość przebiega Via Carpatia.
Wieś stanowi sołectwo gminy Niedrzwica Duża. Według Narodowego Spisu Powszechnego z roku 2011 wieś liczyła 279 mieszkańców.
Wierni Kościoła rzymskokatolickiego należą do parafii Podwyższenia Krzyża Świętego w Niedrzwicy Dużej.

## Informacje ogólne
Krebsówka położona jest we wschodniej części gminy Niedrzwica Duża przy drodze powiatowej łączącej Niedrzwicę Dużą z Osmolicami. Zajmuje obszar 355 ha, w tym na grunty orne przypada 311 ha, na sady 13, lasy - 11 ha, drogi 5 ha. Pod zabudową znajduje się 14 ha, rowy i nieużytki zajmują 26 arów. Krebsówka ma gleby klasy średniej 4 i 3. Według danych z 2019 roku zamieszkuje ją 275 osób. Głównym źródłem utrzymania jest rolnictwo, jednak średnia wielkość gospodarstwa wynosi jedynie 3,85 ha. 
Nazwa miejscowości pochodzi od nazwiska kolonisty niemieckiego Krebsa, który posiadał ziemie leżące na terenie dzisiejszej wsi. Koloniści niemieccy którzy przybyli w okolice Niedrzwicy około 1905 roku założyli swą osadę, która pierwotnie nazywała się Kolonia Niedrzwica Duża. Nazwa ta została przekształcona na Krebsówkę i w tej postaci występuje w spisie miejscowości z 1921 r. Po II wojnie światowej, kiedy wysiedlono z niej ludność pochodzenia niemieckiego, rozważano zmianę nazwy z niemiecko brzmiącej na Malinówkę. Pomysł ten jednak odrzucono. Koloniści niemieccy pojawiali się na terenach Lubelszczyzny już od 1847 roku. Wprowadzili oni formę tzw. Rzędówki, czyli sposobu zabudowania danej wsi polegający na tym że osią zabudowy była tam ulica, po jednej stronie lub po obu stronach której budowano domy i obejścia, jednak w pewnych odstępach. Prostopadle do drogi wydzielonym pasem ciągnęło się pole, przylegające do każdego z gospodarstw. Krebsówka do dziś zachowała nie tylko niemiecko brzmiącą nazwę ale i rzędową zabudowę. W czasach drugiej wojny światowej działała w pobliskim lesie partyzantka. Po wojnie na skutek przesiedleń zamieszkujący tu koloniści musieli opuścić swe ziemie. Mogli jednak zabrać cały swój dobytek.
Do początku lat 90. XX wieku w Krebsówce istniał zakład produkujący materiały budowlane. Tereny po dawnym zakładzie wykupił Stanisław Bartoszcze. Obecnie znajduje się tam bar, skup złomu i surowców wtórnych z recyklingiem pojazdów, punkt sprzedaży węgla kamiennego i brunatnego oraz tartak.
We wsi przy trasie Niedrzwica Duża-Krebsówka znajduje się murowana kapliczka zbudowana w 1981 roku staraniem całej wsi. Została zbudowana na miejscu wcześniejszej kapliczki, która powstała w latach 1923–1924]. W 1981 była już tak zniszczona, że nie nadawała się do remontu. Fundatorem I kapliczki był Bolesław Trynkiewicz i Andrzej Leśniak. Wewnątrz kapliczki znajduje się figurka ufundowana przez nauczycielkę Marię Kogut. Murarze murujący nową kapliczkę w 1981 wykonali za małą wnękę na tę figurę, dlatego w kapliczce umieszczono figurę Matki Bożej zakupioną przez Helenę Paluch. Pierwsza figura od tego czasu znajdowała się w domu pani Paluch, ale uległa zniszczeniu (stłukła się). W kapliczce znajdują się 4 obrazy: Matki Bożej Częstochowskiej, Matki Bożej Nieustającej Pomocy, Madonny z Dzieciątkiem i św. Stanisława Kostki. We wsi znajduje się również druga drewniana kapliczka Matki Bożej Niepokalanej. Kapliczka o wymiarach 220 cm wysokości i 120 cm szerokości. Została wykonana w kształcie groty. Na jej szczycie umieszczony jest krzyż. We wnętrzu kapliczki jest figura Matki Bożej o wysokości 90 cm ustawiona na drewnianej podstawie. Kapliczka znajduje się w ogrodzie państwa Osiewiczów i jest podziękowaniem za ocalenie życia ich córki Kasi. Kapliczka została poświęcona przez ks. Proboszcza Mariana Kaczmarę w dniu 13 września 1998 r. 

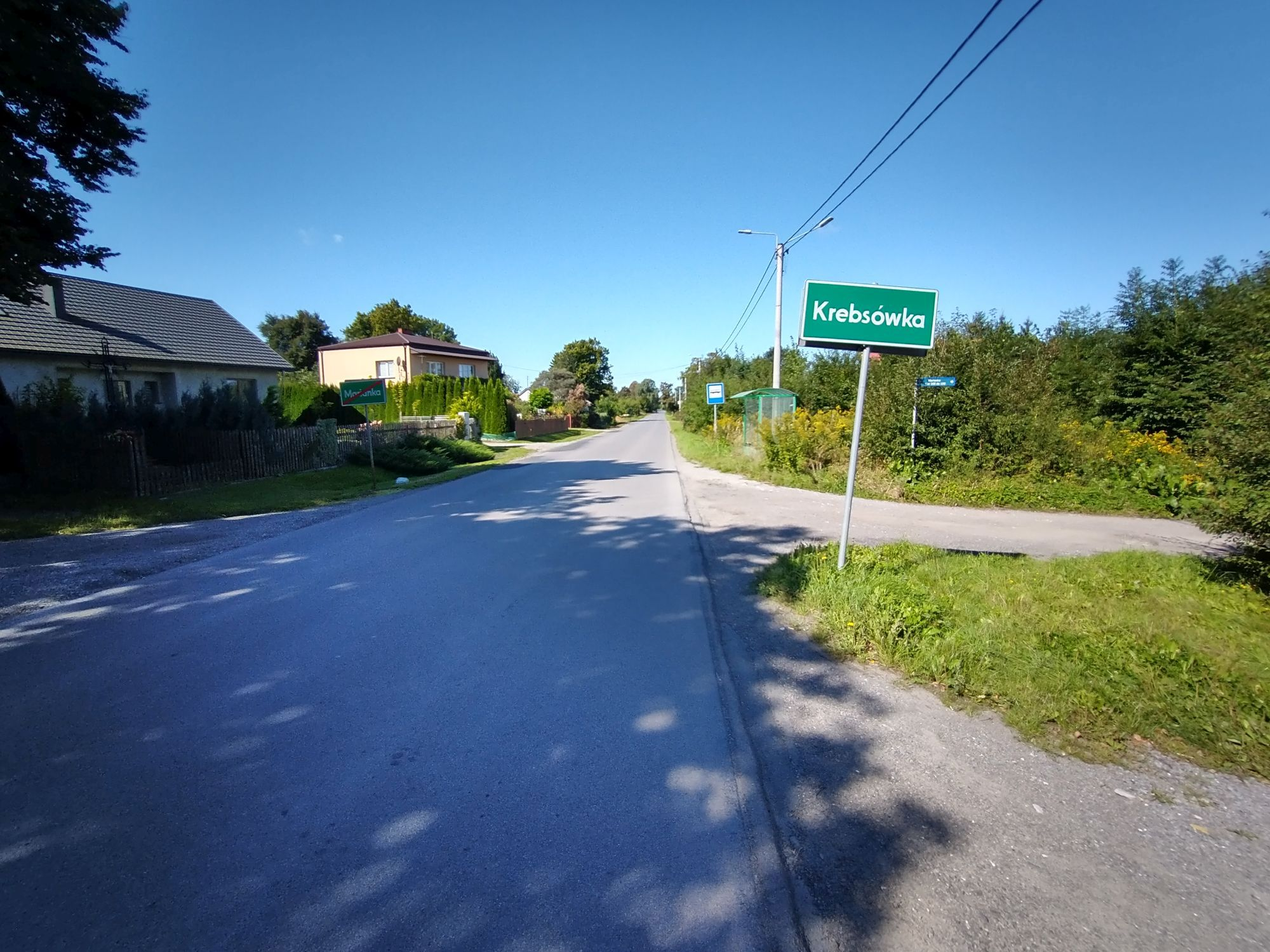
Wjazd do miejscowości Krebsówka

W roku 2008 sporządzono "Plan odnowy miejscowości Krebsówka, Marianka, Osmolice-Kolonia".